# Un poeta un po' no
Un poeta un po' no è un album dal vivo di Benito Urgu che contiene alcune delle sue barzellette più famose. Uscito inizialmente in musicassetta, è stato ristampato su CD nel 2003 da Frorias Edizioni.

## Tracce
Testi di Benito Urgu. Tutti i brani e le gag sono del medesimo autore.
1. Un poeta un po' no (Parte Prima) – 24:17
2. Un poeta un po' no (Parte Seconda) – 24:54

Durata totale: 49:11